# Achimenes elota
Achimenes elota là một loài thực vật có hoa trong họ Tai voi. Loài này được Denham mô tả khoa học đầu tiên.